# Tlarata (rejon tlaratiński)
Tlarata (ros. Тлярата) – wieś w Rosji, w Dagestanie, ośrodek administracyjny rejonu tlaratińskiego. W 2021 liczyła 1547 mieszkańców, głównie Awarów.